# Anssi Koivuranta
Anssi Koivuranta (n. 3 iulie 1988, Kuusamo, Oulu, Finlanda) este un săritor cu schiurile ce a reprezentat Finlanda, medaliat olimpic. A participat la 3 ediții ale Jocurilor Olimpice (2006, 2010, 2014) în care a câștigat o medalie de bronz.